# Пеза (денежная единица)
Пеза (нем. Pesa) — денежная единица Германской Восточной Африки. Составляла 1/64 германской восточноафриканской рупии.

## История обращения
На момент колонизации на территории германской Восточной Африки циркулировали талер Марии Терезии и индийская рупия. Один талер соответствовал двум рупиям. Первые монеты, которые начала чеканить Германия для своей колонии, хоть и содержали изображение императора Вильгельма II и герба Германской империи, не имели хождения на территории метрополии. Государство не гарантировало стабильность курса и обмен на имперские деньги. По сути монеты германской Восточной Африки являлись частной чеканкой Германско-Восточноафриканского общества, о чём в частности свидетельствовала надпись нем. Deutsch Ostafrikanische Gesellschaft (Немецкое восточноафриканское торговое общество)
Характеристики германских монет полностью соответствовали британской индийской рупии. По аналогии с индийской рупией, которая подразделялась на 64 пайсы, германская восточноафриканская состояла из 64 пез.
Конец XIX — начало XX столетия характеризовались резкими скачками соотношения цен на золото и серебро. Однако если британские серебряные монеты подлежали свободному обмену на золотые по номиналу, то монеты Германско-Восточноафриканского общества нет. Это привело к тому, что германские монеты, будучи эквивалентными по весу и пробе британским, обменивались на них по курсу 3⁄4 британской рупии за одну германскую.
По договору с Германской империей от 15 ноября 1902 года общество отказалось от чеканки собственных монет. В 1904 году были выпущены новые монеты. Рупия стала десятичной, соответствуя 100 геллерам. Введение десятичной системы с подразделением рупии на 100 геллеров означало прекращение существования пезы. Окончательно демонетизирована данная денежная единица была 1 апреля 1910 года.

## Тираж
Монеты с номиналом в 1 пезу чеканились всего 3 года. В 1890 году был выпущен 1 млн экземпляров, 1891 — 12 550 946, 1892 — 27 541 389.